# Мельников, Антон Владимирович
Антон Владимирович Мельников (род. 4 апреля 1972, Завитинск Амурской области) — российский географ, автор книг по топонимике Дальнего Востока России. Кандидат геолого-минералогических наук,
ведущий научный сотрудник Института геологии и природопользования Дальневосточного отделения Российской академии наук в г. Благовещенск Амурской обл.
Сфера научных интересов: 
1) Закономерности размещения золотого оруденения и россыпей золота в рудных районах и узлах Дальнего Востока;
2) Платиноносность Верхнего Приамурья, прогноз коренной и россыпной платиноносности в регионе;
3) топонимика России, Дальнего Востока, Амурской области;
4) Геологические памятники Амурской области.

## Биография
Отец Мельников Владимир Дмитриевич (род. 25 января 1941 в Уфе, сконч. 2 апреля 2010), доктор геол.-минер. наук (1995), профессор кафедры геологии и природопользования АмГУ, Заслуженный геолог Российской Федерации, первооткрыватель Покровского золоторудного месторождения.
- 1987—1991, Благовещенский политехнический техникум по специальности «Геология, поиски и разведка месторождений полезных ископаемых»
- 1991—1994, Дальневосточный государственный технический университет (г. Владивосток) по специальности «Геология, поиски и разведка месторождений полезных ископаемых».
- 1994—2000, работа в Амурском комплексном научно-исследовательском институте Амурского научного центра (АмурКНИИ АмурНЦ) ДВО РАН, от старшего лаборанта до с.н.с.
- 2000, диссертация к.г.-м.н. «Геолого-геохимические закономерности размещения оруденения и золотоносных россыпей в Чагоянском рудном узле (Верхнее Приамурье)». Научный руководитель — доктор геолого-минералогических наук, профессор В. А. Степанов.
- 2000—2003, ученый секретарь АмурКНИИ АмурНЦ ДВО РАН
- С 2005, ведущий научный сотрудник лаборатории рудогенеза Института геологии и природопользования ДВО РАН (после реформирования АмурКНИИ ДВО РАН, путем слияния)

## Книги
- Мельников А.В., Подмарев Е.Ф., Коробушкин Н.Г. Словарь топонимов Амурской области. — Благовещенск.: АмурКНИИ, ГГП «Амургеология», а/с «Зея», 1998. — 128 с.
- Словарь по природопользованию в области полезных ископаемых. - Благовещенск: АмГУ, 2004.
- Мельников В.Д., Мельников А.В., Ковтонюк Г.П. Россыпи золота Амурской области. - Благовещенск: АмГУ, 2006. - 296 с.
- Золотоносность кор выветривания Амурской области. - Благовещенск: АмГУ, 2006.
- Мельников А.В., Степанов В.А., Мельников В.Д. Платина Амурской области. - Благовещенск: АмГУ, 2006. - 136 с.
- Степанов В.А., Мельников А.В., Вах А.С., Вьюнов Д.Л., Дементиенко А.И., Пересторонин А.Е. Приамурская золоторудная провинция. - Благовещенск: АмГУ, НИГТЦ ДВО РАН, 2008. - 232 с.
- Мельников А.В. Топонимический словарь Амурской области / отв. ред. А. В. Мельников, П. Ю. Афанасьев. — Благовещенск: Хабаровское книжное издательство, 2009. — 232 с.[4]
- Мельников А.В. Словарь народных терминов Дальнего Востока. — Благовещенск, 2009.[5]
- Мельников А.В. Географические названия Дальнего Востока России: Топонимический словарь. — Благовещенск, 2009. [Около 1000 словарных единиц].[5]
- Золотодобытчики Приамурья. Проект "Кланяюсь земле Амурской". - Благовещенск: ООО "Визави", 2010. - 200 с.
- История геологических исследований Амурской области. - Благовещенск: АмГУ, 2010.
- Степанов В.А., Мельников А.В. Никеленосность Верхнего Приамурья. - Владивосток: Дальнаука, 2010. - 217 с.
- Мельников А.В., Юсупов Д.В., Мельников В.Д. Геологические памятники и примечательные объекты природы Амурской области. - Благовещенск: АмГУ, 2012. - 148 с.
- Мельников А.В., Степанов В.А. Рудно-россыпные узлы южной части Приамурской золотоносной провинции. Часть 1. - Благовещенск: АмГУ, 2013. - 222 с.
- Мельников А.В., Степанов В.А. Рудно-россыпные узлы Приамурской золотоносной провинции. Часть 2. Центральная часть провинции. - Благовещенск: АмГУ, 2014. - 300 с.
- Мельников А.В., Степанов В.А. Рудно-россыпные узлы Приамурской золотоносной провинции. Часть 3. Северная часть провинции. - Благовещенск: АмГУ, 2015. - 256 с.
- Калинина Е.Л., Галуза О.Ю., Быкова Г.В., Афанасьева Е.Ф., Мельников А.В., Сутурин Е.В. Словарь географических названий Амурской области. Населенные пункты. - Благовещенск: БГПУ, 2016. - 210 с.
- Мельников А.В., Степанов В.А., Вах А.С., Вьюнов Д.Л., Дементиенко А.И., Пересторонин А.Е.Месторождения рудного золота Приамурской провинции. - Благовещенск: АмГУ, 2017. - 150 с.
- Степанов В.А., Мельников А.В. Высокопродуктивные золотоносные узлы Приамурья. Россия. - Саарбрюккен (Германия): Lambert Academic Publishing, 2018. - 150 с.
- Мельников А.В. Самородки золота зарубежных стран, России и Амурской области. - Благовещенск: Царское слово, 2021. - 72 с.
- Мельников А.В., Степанов В.А. История рудного золота Приамурья. - Благовещенск: АмГУ, 2021. - 160 с.
- Мельников А.В. Платиноносность золоторудных месторождений и рудопроявлений Приамурской провинции. - Благовещенск: Царское слово, 2021. - 112 с.
- Мельников А.В., Степанов В.А. Центра рудной золотодобычи Приамурской провинции: геология, металлогения, перспективы. - Благовещенск-Дубна: АмГУ, 2022. - 148 с.